# Eriothrix rufomaculatus
Eriothrix rufomaculatus és un dípter braquícer de la família dels taquínids. Es tracta d'un parasitoide d'erugues de diverses espècies d'arnes; l'imago s'alimenta de nèctar i acostuma a visitar espècies de la família Umbelliferae i Asteraceae.